# دوشبگ (فیلم)
دوشبگ (انگلیسی: Douchebag) یک فیلم به کارگردانی دریک دورمس است که در سال ۲۰۱۰ منتشر شد. از بازیگران آن می‌توان به مارگریت مورو اشاره کرد.